# マリンバ

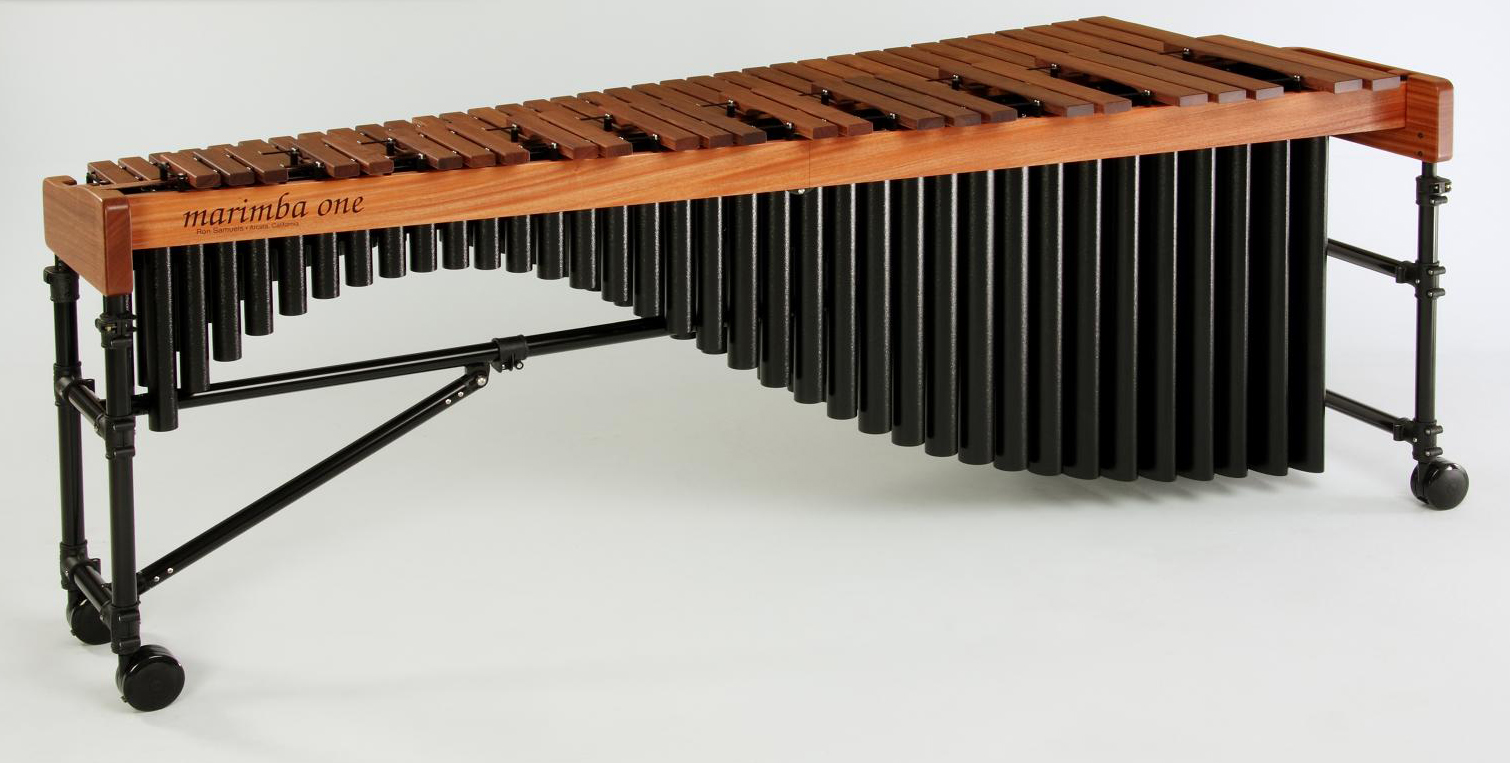
マリンバ

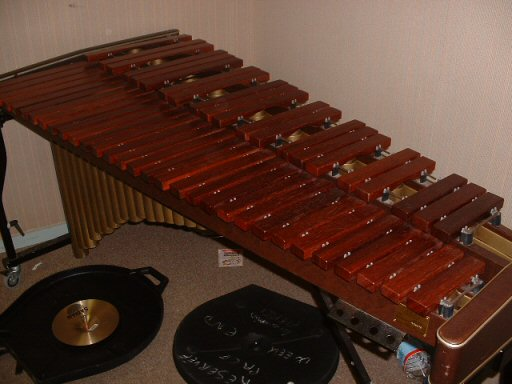
マリンバ

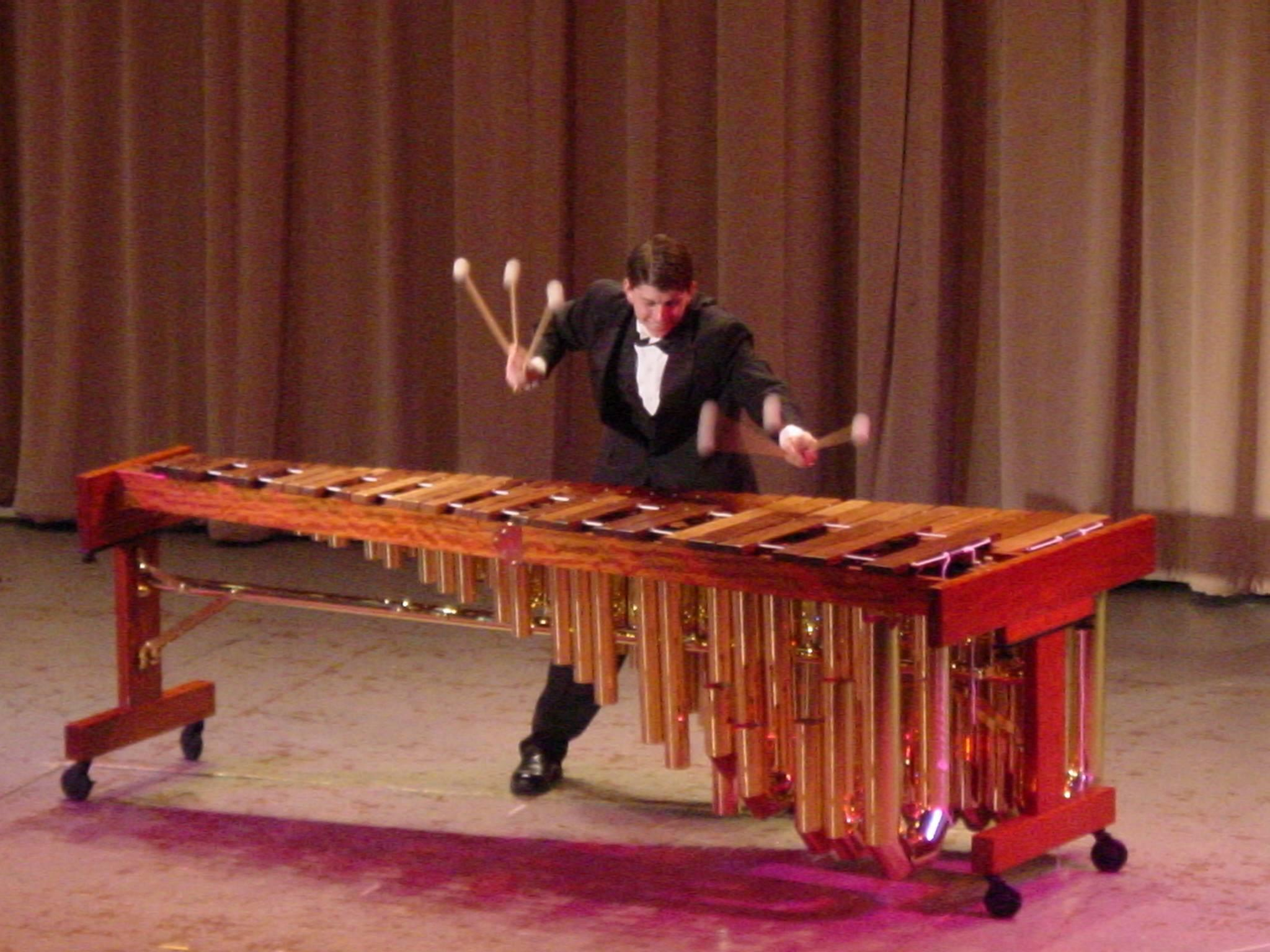
マリンバの演奏風景

マリンバ (Marimba) は、木製の音板をもつ鍵盤打楽器で、木琴の一種。譜面上の略記はMar. Mari. Mrb. Mrm. など。

## 概要

### 構造
ピアノと同様の配列をした木製（ローズウッドやパドック）の鍵盤をマレットと呼ばれる枹・ばちでたたいて演奏する。同じ木琴の一種であるシロフォンと同様の構造であるが、シロフォンよりも鍵盤が広く厚く造られており、深みのある音色を表現できる。さらに、鍵盤の下部に各音階によって長さを変えた共鳴用の金属管が設けられており、その下端を閉じることにより、鍵盤の音に共鳴し増幅させる。それにより、さらに豊かな音色となる。
音域は通常の4オクターブ(C28-C76)が基本となる。ダリウス・ミヨーやポール・クレストンらがこの4オクターブ・マリンバを使用した協奏曲を残しているが、1960年代以降高橋美智子や安部圭子らがソロの演奏活動を積極的に展開していったことを機に、音域が拡張していく。両者をはじめ様々なメーカー・演奏家による試みがなされたが、1980年代にC16を含む5オクターブをヤマハと安部圭子が開発。これが市販の製品としては初のものとなり、世界中に普及していった。低音部では共鳴管の容積を確保する必要があり、ヤマハは丸形の管を太くした上でU字型に折り返すように溶接する形で解決したが、その後こおろぎ社が角型ヘルムホルツと呼ばれる独自の形を打ち出した。現在ではどちらも採用されているが、どちらの形も製造しているのはヤマハのみである。
その後、マリンバ・ワンが高音域に半オクターブ拡張して5オクターブ半(C16-F81)とし、他のメーカー各社（こおろぎ社/ヤマハ/アダムス）もこれを追った。近年ではアーティストモデル（アダムス社：ロバート・ヴァン・サイスモデル/ルートヴィヒ・アルバートモデル）といった特色ある製品が開発された。高橋美智子はコントラバスマリンバ(C16の1オクターブ下、C4から始まる)やピッコロマリンバ(C88、一般的なピアノの最高音まで)を特注し、自身の演奏活動で使用するなど音域に関しての挑戦はいくつか試みられたが、近年はC16-C76の5オクターブを標準として落ち着いている。国際マリンバコンクールの課題曲でもこの標準音域を超える課題が出ることは極めてまれであるが、音域の拡張の欲求は留まるところを知らず将来的にはマリンバ・ワンの提唱する5.5オクターブが主流になる可能性がある。アダムス社はその上の5.6オクターブモデルまで制作している。ただし、持っていないオーケストラも存在するので注意が必要である。
共鳴管に関しても種谷睦子がチェロマリンバとして木製の共鳴管を使用するものを特注したが、やはり一般的となるには至らなかった。今日では真鍮製やアルミニウム製の共鳴管にメッキを施したものが一般的である。マリンバを高音域に拡張して、鍵盤の材質を根本的に変えたうえで独自の調律を施したものはシロリンバと呼ばれるが、マリンバの高音域拡張やシロフォンの低音域拡張が進み、さらに材質が劣化しやすいといった難点に伴い、国際的に廃れてきた。
解体や運搬の利便性から低音域のみの楽器が開発されたが、これはバスマリンバと呼ばれる。教育用に『テナー』や『アルト』として音域の限られたモデルも存在する。近年はマリンバの低音域が充実した響きを持つことが多くなったため、バスマリンバが出現することはマリンバアンサンブルのような例外を除いて減ってきている。
現在、市販で最も広い音域を持つStudio 49の製品はC16からD90までの6.2オクターブ。近年は5.5オクターブを最初から想定する作曲家もおり、5オクターブ版に後から改訂するケースもあるなど、楽器の開発が進んでいる。ピアノやバイオリン等、楽器というのは一般的には形が変わることが無い（ビオラのように差異が存在するものもある）。しかしマリンバは鍵盤の幅がメーカーによって異なる等、明確な基準は定まっておらず、現在でも開発が続けられている。
グアテマラのマリンバで最大の音域のものは、137の音板を持つ11オクターブ以上のもので、音域は88鍵のピアノの音域外の音も出るC-1～E10（国際式表記）前後と思われる。あまりに巨大なため奏者7人で演奏するとされる。
なお、シロフォンとマリンバの大きな違いに、その調律方法の違いがある。現在のシロフォンは3倍音(オクターヴと5度上)が基本で、低音域では7倍音(2オクターヴと短7度上)も調律されるのに対し、マリンバの調律は4倍音(2オクターヴ上の音)で、低音部ではさらに10倍音(3オクターヴと長3度上)も調律される。その結果、シロフォンに比べて豊かな低音が特徴となる。

### 音域
マリンバに標準の音域はないが、最も普及する音域は4.3オクターヴ、4.5オクターヴ、5オクターヴである。4、4.6、5.5オクターヴ楽器も存在する。
- 4 オクターヴ: C3 から C7
- 4.3 オクターヴ: A2 から C7 .3は4オクターヴから3半音下を意味する。これが最も普及する音域である。
- 4.5 オクターヴ: F2 to C7 .5は半分を意味する。
- 4.6 オクターヴ: E2 to C7 4.5オクターヴより半音下まである。ギターのために書かれた楽譜を演奏するのに都合が良い。
- 5 オクターヴ: C2 to C7, 4オクターヴ楽器よりもフルでもう1オクターヴ下まである。チェロのために書かれた楽譜を演奏するのに都合が良い。（例：J. S. バッハ「無伴奏チェロ組曲」など）
- バス音域 （複数あるが、例えば G1–G3 や C2–F3 が挙げられる）

マリンバは移調楽器・移動オクターヴ楽器ではない。近縁楽器のシロフォン（記譜より実音が1オクターブ上）、グロッケンシュピール（記譜より実音が2オクターブ上）とは異なる。

### 歴史

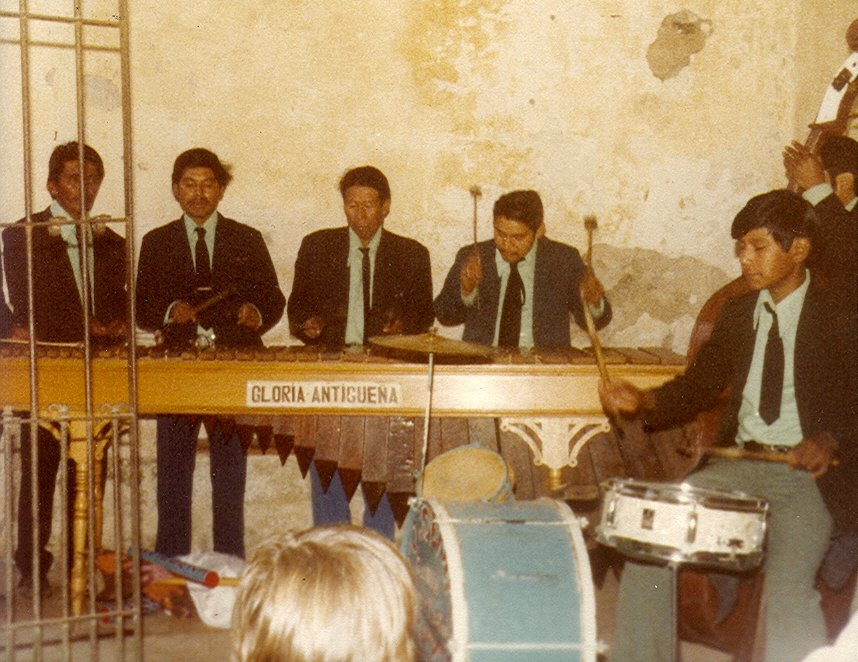
グアテマラのマリンババンド

起源はアフリカにあると言われる。アフリカのバントゥー語群で、「リンバ」は木の棒を意味し、「マ」が複数の名詞クラス接頭辞であるから、「マリンバ」は、多数の木の棒から成る楽器をあらわす。
奴隷として連れてこられた黒人によってラテンアメリカにこの原マリンバが伝えられたと考えられている。マヤ人は木の板を並べた下にひょうたんをぶら下げて共鳴管として使用した楽器を使用し、キチェ語でコホム(k’ojom)、スペイン語で「ひょうたんのマリンバ」を意味する「マリンバ・デ・テコマテス」(marimba de tecomates)と呼んだ。
19世紀末のグアテマラにおいて、セバスティアン・ウルタード(Sebastián Hurtado)はこの楽器を十二の半音が自由に演奏できるように改良した。これが現在のマリンバの直接の先祖にあたる。ウルタードはグアテマラの200ケツァル紙幣に肖像が描かれている。1978年にマリンバはグアテマラの国の楽器に指定された。「マリンバ・ドブレ」と呼ばれるこの楽器は6オクターブからなる大きな楽器（4人がかりで演奏される）と3オクターブの高音用の楽器（3人で演奏される）の組み合わせで使用され、共鳴管は木製だった。
グアテマラのマリンバはコスタリカにも伝わり、1996年にマリンバはコスタリカの国の楽器に指定された。メキシコでも南部のチアパス州、タバスコ州、オアハカ州を中心にマリンバが古くから演奏されており、メキシカン・マリンバ (es:música de marimba mexicana) として民族音楽のスタイルを形成している。
ラテンアメリカのマリンバ音楽は米国に持ち込まれ、1910年代には米国での製作が始まった。シカゴのディーガン(Deagan) は、木製パイプを金属製パイプに取り替えた。1920年代には音板の裏側を削って音程を変え、同時に倍音を調整する技術が発達した。演奏スタイルは、従来一つの楽器を複数人で叩くスタイルであったのが、現在の西洋伝統音楽の独奏者のように演奏するスタイルへ徐々に変貌した。Deaganは音域の拡張をヤマハと同様に行ったメーカーでもある。
共鳴管によってもたらされた大きな音量により、1940年代にはポール・クレストン『マリンバ小協奏曲』（1940年）やダリウス・ミヨー『マリンバ、ヴィブラフォンと管弦楽のための協奏曲』（1947年）などの協奏曲も作られるようになった。
日本では1950年にキリスト教の伝道のために活動したラクーア音楽伝道団によってマリンバが広められた。
特に開拓者として、マリンバ演奏のみならず作曲や新作の積極的な委嘱を進めた安倍圭子の貢献が大きい。近年ではマリンバを複数台使用したアンサンブルをマリンバオーケストラとして扱うなど、急速に発展している楽器の一つである。ソロ・マリンバ向けの楽曲も多く作曲されており、非常に高度な技術を要する曲も増えてきている。
近代的なマリンバの発展の一方で、より素朴なマリンバも演奏されている。1960年代にはジンバブエのブラワヨにあるクワノンゴマ・アフリカ音楽大学で全音階的なマリンバが教育に採用されて大発展し（ジンバブエの音楽を参照）、南アフリカ共和国にも伝わってマリンバ音楽が盛んになった。

### 奏法

#### グリップ
演奏に際しては通常マレットが使われる。マレットは、ゴムの玉にさまざまなものをかぶせることによって、音色を変えることができる。通常演奏される際は、マレット2本～4本で演奏されることが多い。しかし、特殊な楽曲によっては6本を必要とする場合もある。また、4本マレットの持ち方（グリップ）にも様々な方式がある。クロスグリップのトラディショナルグリップ・バートングリップ、ノンクロスのマッサー&スティーブンス・グリップ。日本ではクロスグリップ、特にトラディショナルグリップが主流であるのに対して、欧米ではインディペンデント・グリップ（ノンクロス）が主流となっている。
手順に関しては様々な表記があるが、現在一般的なのは下記の通りである。
- 2本マレットの場合は『L・R』
- 3本マレットの場合は左手外側から右手外側に向かって『L・3・4』（左1本右2本）もしくは『1・2・R』（左2本右1本）とするものもある。
- 4本マレットの場合は左手外側から右手外側に向かって『1・2・3・4』
  - 『1・2』の重音をL、『3・4』の重音をRと表記するものもある。
- 6本マレットに関しても左手外側から右手外側に向かって『1・2・3・4・5・6』
  - 『1・2・3』の重音をL、『4・5・6』の重音をRと表記するものもある。

2本マレットのフランス系の楽譜ではまれに『○●』で表記しているものも見られるが、これに関しても左右をどのように定義するかは作曲者次第であり、明確に定まったものはない。あと、「硬い」「中ぐらい」「柔らかい」をシンボルで明示する作曲家もいるが、これも明確なルールはない。

#### 特殊奏法
特殊奏法は多種多様であり、楽器同様に更なる開発が進められている。
- ロール（トレモロ） - 両手によるものと片手によるもの(4マレット使用時に片手の2本を使用して行う)
- デッドストローク - マレットを鍵盤に押し付けるように弾くことで音に消音効果と独特の打音を持たせるほか、奏者側の鍵盤（一般的には白鍵にあたる幹音に限るが、黒鍵にあたる派生音側に立って演奏すれば一応可能）に体を押さえつけても似たような音色を得られる。
- グリッサンド奏法 - 先端で鍵盤の表面をこするように鳴らす
- マンドリンロール - 片手に持った2本のマレットを縦に並べて鍵盤を挟み表裏を連続して弾く。奏者側の鍵盤（一般的には白鍵にあたる幹音に限るが、黒鍵にあたる派生音側に立って演奏すれば一応可能）のみ可能。
- リムショット - マレットの柄で鍵盤の角を弾く
- ボディショット - 楽器の側板を打楽器として叩く
- 特殊なマレット（マラカスのようなものや牛皮を巻いたもの）を使用するなど

## 著名なマリンバ奏者
楽器の性質上、打楽器奏者が兼任する場合もある。マリンバを主として活動している奏者のみを記す。
- ロバート・ヴァン・サイス - イェール大学で指導にあたり、著名な奏者を輩出した。
- ルートヴィヒ・アルバート - マリンバのための作曲も行い、ベルギー国際マリンバコンクールの運営にも携わる。
- 高橋美智子 - 現代音楽等を主として演奏活動を行い、東京芸術大学・武蔵野音楽大学の教授として、多くの打楽器・マリンバ奏者を輩出。
- 安倍圭子 - 世界中で演奏活動を展開し、マリンバの作品も多数生み出した。桐朋学園大学の教授として、多くの打楽器・マリンバ奏者を輩出。
- 名倉誠人 - 米国を拠点に演奏活動を行い、新作初演も多数行う。
- 神谷百子 - 世界中で演奏活動を展開している。東京音楽大学・洗足学園音楽大学の教授として、多くの打楽器・マリンバ奏者を輩出。
- 塚越慎子 - パリ国際マリンバコンクールグランプリ他、受賞多数。出光音楽賞受賞。長い伝統と権威あるこの賞の歴史で、マリンバおよび打楽器奏者として唯一の受賞者。
- 嶋崎雄斗 - YouTubeで動画投稿をしており、登録者が20万人を超えている。東京パーカッシヴペディアの代表者でもある。
- 齊藤易子 - 世界マリンバ・コンクール3位受賞、第3回クロード・ジオー・ヴィブラフォン・コンクール優勝、NTT DOCOMO賞、2023年ベルリン・ジャズ賞、2024年ドイツ・ジャズ賞受賞。桐朋学園ソリスト・ディプロマ・コースをマリンバ奏者として初めて修了。

- 小川佳津子
- 藤井むつ子
- 三村奈々恵
- 布谷史人
- 中川佳子
- SINSKE
- 木屋響子
- 松本律子
- 吉岡孝悦
- 出田りあ
- 大茂絵里子
- 沓野勢津子
- 神谷紘実
- 吉田ミカ
- 宅間久善
- 相澤睦子
- 通崎睦美
- 大熊理津子
- 高田直子
- 中田麦
- 岡村彩実
- 岡田真理子
- 佐々木達夫
- 野口道子
- 吉川雅夫
- 朝吹英一
- 工藤昭二
- 種谷睦子
- クレア・オマー・マッサー
- ルース・スチューバ・ジャンヌ
- ナンシー・ゼルツマン
- ゴードン・スタウト
- リー・ハワード・スティーブンス
- ネイ・ロサウロ
- カタリーナ・ミチカ
- フランソワ・デュ・ポア
- ボグダン・バカヌ
- エマニュエル・セジュルネ
- ヴィタ・チェノウス
- チン・チェン・リン
- パイアス・チェン
- ジャン・ジョフロワ
- ネヴォイシャ・ヨハン・ジヴコヴィッチ
- レ・ユウ
- イヴァナ・ビリッチ
- 古徳景子

## レパートリー
主として国際マリンバコンクールや打楽器コンクールで課題に設定される、無伴奏楽曲を示す。示したもの以外にもバイオリンやピアノの楽曲を作曲者自らアレンジして演奏することもままある。
- 桜の幻影 - 安倍圭子
- わらべ歌による譚章 - 安倍圭子
- 組曲「会話」 - 三善晃
- マリンバのための二章 - 田中利光
- ミラージュ - 末吉保雄
- 源流 - 一柳慧
- Ilijas - Nebojsa J.Zivkvic
- Merlin - Andrew Thomas
- Khan Variations - Alejandro Vinao
- Velocities - Joseph Schwantner
- Dances of Earth and Fire - Peter Klatzow
- Cameleon - Eric Sammut
- NIFLHEIM - Csaba Zoltan Marjan

## 主要メーカー

### 現存するメーカー
- こおろぎ社 - 福井県丹生郡に拠点を置く。日本国内で幅広く普及しており、国内のコンサート用マリンバ市場で 40％を超えるシェアを獲得した[15]。KMKやコンコルド社のOEM製品も製造しており、東京都練馬区にショールーム（ネオリアこおろぎ）を開設している。
- ヤマハ - 市販の製品としては初となる、C16を含んだ5オクターブを持つ楽器を実現した。
- アダムス - オランダに拠点を置く。アーティストモデルや独自の『アルファ・チューニングメソッド』を採用した製品をパール楽器が代理店となり販売している。
- マリンバ・ワン - 米国に拠点を置くメーカー。
- マレテック - 米国に拠点を置くメーカー。マリンバ奏者リー・ハワード・スティーブンス(Leigh Howard Stevens)が設立した。
- スタジオ49 - C16起算で6.2オクターブを持つ楽器を販売している。
- ムッサー - 米国に拠点を置くメーカー。マッサーとも呼ばれる。
- プレミア
- ベルジュロー
- ディモロー
- ダイナスティ

### かつて存在したメーカー
- サイトウ - 日本を代表するメーカーであったが、2017年11月に事業停止した。
- ディーガン
- ミズノマリンバ

## 関連文献
- Helmut Brenner: Marimbas in Lateinamerika. Historische Fakten und Status quo der Marimbatraditionen in Mexiko, Guatemala, Belize, Honduras, El Salvador, Nicaragua, Costa Rica, Kolumbien, Ecuador und Brasilien (=Studien und Materialien zur Musikwissenschaft 43), Hildesheim–Zürich–New York: Georg Olms Verlag, 2007.